# Controversie sulla Bibbia

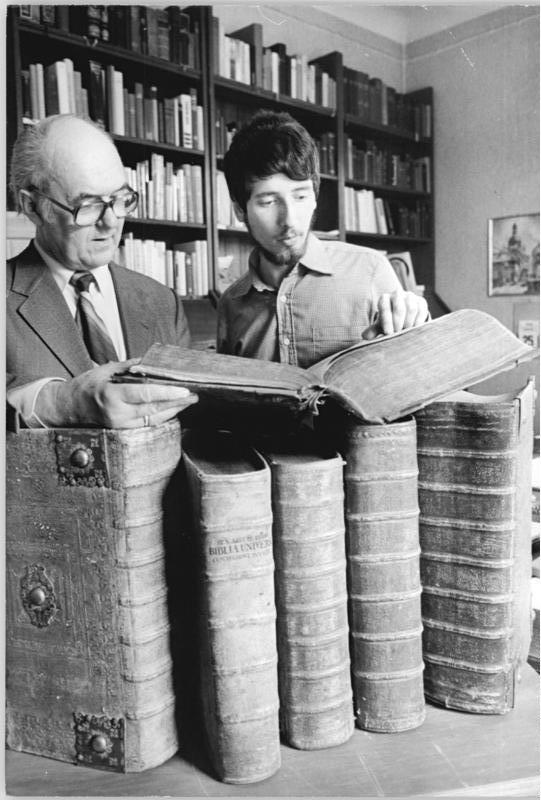
Due studiosi nella principale società biblica di Dresda con edizioni rare della Bibbia.

Le controversie sulla coerenza interna della Bibbia riguardano la coerenza e l'integrità testuale delle scritture bibliche. Le controversie riguardanti la coerenza biblica hanno una lunga storia.
I testi classici che per primi hanno affrontato questa questione da una prospettiva secolare critica, includono il  Tractatus theologico-politicus  (1670) di Spinoza, l'Histoire critique du Vieux Testament (1678) di Richard Simon, il  Dictionnaire philosophique (1764) di Voltaire, l'Encyclopédie (dal 1751) di Diderot e The Age of Reason (dal 1794) di Thomas Paine.

## Dalla Bibbia "fluida" al letteralismo biblico
Nei tre secoli precedenti la distruzione del Tempio (70 d.C.) il perimetro e il testo della Bibbia non erano univocamente stabiliti e solo gradualmente nei secoli successivi prima gli ebrei e poi i cristiani definirono il canone biblico e "congelarono" il testo dei singoli libri. L'esistenza di pagine contraddittorie o difficili, la cui interpretazione è oscura, era comunque evidente già prima della definizione finale della Bibbia. Per esempio Deuteronomio 5,12-15 propone una motivazione per rispettare il Sabato completamente diversa da quella affermata in Esodo 20,8-11. Nel manoscritto 4QDeuteronomy ritrovato a Qumran entrambe le motivazioni sono affiancate in modo da evitare che la nuova motivazione sembri smentire quella precedente. Molti testi di Qumran contengono varianti esplicative, che non confluirono poi nel testo ebraico masoretico, forse perché ritenute inessenziali oppure semplicemente rimaste sconosciute ai masoreti. Analogamente il Pentateuco samaritano migliora la coerenza interna del testo riproponendo in contesti diversi versetti del pentateuco masoretico.
Si osservi che prima del congelamento dei testi gli scribi operavano sul testo con grande libertà, tanto che secondo gli studiosi molti testi devono essere considerati rifacimenti più o meno fedeli del testo originale. Questi testi sono classificati dagli studiosi come "rewritten bible" o addirittura "reworked bible". Per esempio il Libro delle Cronache racconta con significative modifiche eventi contenuti nei Libri di Samuele e nei Libri dei Re; eppure anch'esso venne poi ammesso fra i libri canonici. Altri casi di rifacimento di testi biblici, questi però non ammessi nel canone, sono il Libro dei Giubilei, il Rotolo del Tempio di Qumran, il Liber antiquitatum biblicarum (pseudo-Filone) o le Antichità Giudaiche di Giuseppe Flavio.
Per i cristiani si pose anche il problema non solo di riconciliare fra loro i testi del Nuovo Testamento, ma addirittura di discutere la coerenza fra il volto di Dio nell'Antico Testamento, spesso presentato come collerico e vendicativo, e quello misericordioso insegnato ripetutamente da Gesù. La questione fu posta poco dopo la redazione dei libri del Nuovo Testamento da Marcione, che sostenne la necessità di rinunciare in toto all'Antico Testamento e di riconoscere un solo vangelo (quello di Luca privato della sua parte iniziale). La sua proposta fu subito respinta, ma evidentemente le difficoltà dovettero essere ampiamente dibattute. Secondo Origene (185-254) il senso "corporale" (ossia immediato) delle Sacre Scritture non deve essere seguito quando questo comporti qualsiasi cosa impossibile, assurda o indegna di Dio. Siccome la Bibbia è opera di Dio, allora è necessario lo sforzo umano della ricerca per capirne il senso. Bisogna superare l'evidenza del testo per scoprirne l'intenzione. 
Nella tarda età antica l'esegesi ebraica e quella dei padri della chiesa discussero molte contraddizioni della bibbia, proponendo spesso soluzioni diverse alle stesse difficoltà.
Lo strumento classico usato nell'antichità per risolvere le difficoltà poste dalla Bibbia fu l'interpretazione allegorica sviluppata, per esempio, in ambito ebraico da Filone d'Alessandria e utilizzata ampiamente dai padri della Chiesa, che ne predilessero una varietà particolare, la lettura tipologica. In questo approccio, utilizzato già nel Nuovo Testamento personaggi ed eventi dell'antico testamento sono interpretati come prefigurazione di analoghi personaggi ed eventi del nuovo. La presenza di allegorie in alcuni testi biblici era (ed è) evidente e indiscussa, ma il loro utilizzo indiscriminato si prestava ad arbitrarietà: con un po' di fantasia qualunque racconto poteva essere interpretato come una allegoria di qualche tesi teologica. I teologi di Alessandria d'Egitto, che meglio conoscevano le opere di Filone, furono fra i cristiani i principali sostenitori dell'interpretazione allegorica delle Scritture. A loro si oppose Diodoro di Tarso e la scuola di Antiochia, che ritenne indispensabile prima di ogni lettura allegorizzante un esame attento e accurato del significato "letterale" dei testi.
Nel corso del Medioevo l'interpretazione biblica sia da parte degli ebrei che dei cristiani fu per così dire sistematizzata con il metodo indicato dai rabbini con l'acronimo PaRDeS. La comprensione di un testo biblico si deve articolare in quattro livelli, il primo dei quali ("Peshat") consiste nel significato immediato, anche se non strettamente letterale del testo. Anche nel mondo islamico venne introdotto un sistema analogo in quattro livelli per l'interpretazione del Corano.
Un impulso decisivo verso l'interpretazione letterale della Bibbia venne dalla Riforma Protestante, secondo la quale ogni affermazione teologica doveva fondarsi esclusivamente sulla Bibbia (Sola Scriptura) e tuttavia ogni laico in buona fede, anche se privo di una ampia preparazione culturale, doveva essere in grado di comprenderne il significato. Di fatto questa tesi si trasformò per la maggior parte dei protestanti nell'assunto che ogni affermazione della Bibbia deve ottenere una indiscriminata accettazione.
La Chiesa Cattolica Romana, invece, mantenne ufficialmente una posizione diversa: il Concilio di Trento afferma che il testo sacro debba essere interpretato in accordo con le tradizioni tramandate dagli apostoli e, quindi, che la Chiesa è il vero giudice del significato da attribuire al testo biblico.
Le accuse protestanti di eccessiva arbitrarietà nell'interpretazione della Bibbia ebbero tuttavia un influsso oggettivo sul comportamento pratico della Chiesa Cattolica: nei secoli successivi il tradizionale principio di non allontanarsi dall'interpretazione letterale se non ne viene dimostrata inequivocabilmente la necessità venne applicato con grande rigidezza.

## La prospettiva secolare
La verosimiglianza e la coerenza della Bibbia sono state messe in dubbio sin dall'età antica. I principali scrittori pagani, che criticarono la Bibbia e il giudeo-cristianesimo, furono Celso e Porfirio. Quest'ultimo, in particolare aveva una conoscenza approfondita della Scrittura e la sua "critica dei racconti dell'Antico e del Nuovo Testamento, condotta con innegabile acume, creò gravi difficoltà ai cristiani". Per rispondere a Porfirio furono scritte voluminose confutazioni e addirittura nacque il genere letterario delle Quaestiones et responsiones sull'Antico e sul Nuovo Testamento.
Il principale critico medievale della Bibbia nell'ambito dell'ebraismo fu Hiwi al-Balkhi, che scrisse nell'875 un componimento in rime arabe contenente 200 domande. Con secoli di anticipo sui secolaristi dell'età moderna. Hiwi cercò di spiegare naturalisticamente i miracoli come l'attraversamento del Mar Rosso o la manna, rilevò molte incoerenze interne della Bibbia, fra cui molte cronologiche, e osservò la presenza di atti contrastanti con la giustizia divina o col buon senso.
A partire dal XVII secolo, l'avanzamento delle scoperte scientifiche, il disorientamento culturale sviluppatosi durante la guerra dei Trent'anni e lo sviluppo del razionalismo misero in crescente evidenza il contrasto fra i metodi adottati e i risultati conseguiti dalla cultura secolare da un lato e dall'altro l'interpretazione letterale di numerosi testi biblici. Thomas Hobbes, Isaac La Peyrère, Baruch Spinoza e Richard Simon furono i pionieri del moderno criticismo biblico.
Nel 1670, Spinoza pubblicò il suo Tractatus theologico-politicus, in cui si sostiene l'estensione della libertà di pensiero, non solo alla filosofia politica, ma anche all'interpretazione del testo biblico. Spinoza, quindi, prescinde metodologicamente dall'ipotesi che la Bibbia sia "parola di Dio" e avanza interpretazioni naturalistiche per spiegare il verificarsi di profezie e miracoli.
Nel 1678 segue il testo di Richard Simon, Storia Critica del Vecchio Testamento, che viene inizialmente pubblicato con l'imprimatur ecclesiastico, ma suscita tali reazioni (fra cui l'opposizione frontale di Bossuet) da essere successivamente inserito nell'Indice dei libri proibiti (1682). Simon raccoglie sistematicamente le difficoltà rilevate prima di lui da autori cattolici e protestanti e solleva per primo il problema dell'integrità testuale della Bibbia ebraica, suscitando la reazione dei Protestanti. Egli, inoltre, evidenzia i doppioni, le contraddizioni e le differenze di stile osservabili nel Pentateuco, caratteristiche poco conciliabili con l'attribuzione dell'opera a un unico autore, Mosè.
Nel XVIII secolo, le tesi di Spinoza e Simon furono ampliate e radicalizzate dagli illuministi, che fra l'altro avanzarono la tesi che Gesù fosse un mito e non un personaggio storico Nel 1781 Charles-François Dupuis sostenne che tutte le religioni erano nate come culti astrali. La sua opera principale Origine de tous les cultes, ou religion universelle, pubblicata nel 1795, è uno studio comparato delle religioni antiche (Egizia, Greca, Romana, Persiana, Araba, Cinese) con l'obiettivo di ricondurle a culti solari. Negli Stati Uniti d'America la pubblicazione de The Age of Reason di Thomas Paine critica la religione istituzionalizzata e nega l'infallibilità biblica, difende la ragione contrapponendola alla rivelazione religiosa. Nega, inoltre, ogni originalità del cristianesimo che sarebbe solo una parodia degli antichi culti solari pagani.
L'opera di Paine portò a una rinascita deista, mentre causò ostilità nel pubblico britannico per timore della crescita del radicalismo politico influenzato dalla Rivoluzione francese. La reazione arriva nel 1814, William Van Mildert, che sarà vescovo di Durham: esprimendo il consenso allora diffuso in Gran Bretagna, dice che la ragione non è competente a giudicare l'ispirazione divina della Bibbia. Al contempo, Samuel Taylor Coleridge, seppur tenendo conto delle critiche storiche, geografiche e morali di cui la Bibbia è oggetto e abbracciando la tradizione dei tedeschi come Herder, Lessing, Eichhorn e Schleiermacher, difende l'ispirazione divina e l'autorità delle Scritture, offrendo un approccio radicalmente diverso da quello degli studiosi o intellettuali britannici dell'epoca.
Verso la metà del secolo XIX, il dibattito sull'affidabilità della Bibbia riprende in Gran Bretagna per via dei nuovi interrogativi posti sull'incongruenza dei suoi contenuti dai passi in avanti delle scienze naturali dovuti sia alla pubblicazione di Vestiges of the Natural History of Creation (1844) di Chambers che da On the Origin of Species (1859) di Darwin. Si osservi, tuttavia, che la possibile esistenza di esseri umani prima di Adamo era stata lungamente dibattuta dai cristiani prima di Darwin. La questione nacque da aspetti poco chiari del racconto della sorte di Caino; problemi noti dall'antichità più remota. L'intervento di Agostino d'Ippona aveva permesso ai più di accantonare domande prive di possibili risposte, ma la questione dei "pre-adamiti" venne discussa durante il Rinascimento e ripresentata approfonditamente due secoli prima di Darwin da Isaac La Peyrère
Con lo sviluppo del metodo storico-critico tedesco, la polemica che circonda le Scritture continua a svilupparsi nel corso del XIX secolo, prima in Europa e poi, più tardi, negli Stati Uniti d'America. Gli ultimi decenni del XX secolo e i primi del XXI hanno visto, soprattutto in Europa, una perdita di interesse per i risultati del metodo storico-critico (per esempio un abbandono della Ipotesi documentale) e uno studio sempre più approfondito delle caratteristiche letterarie del testo finale della Bibbia; studio influenzato anche dallo sviluppo della moderna disciplina della narratologia. 
Una più chiara comprensione delle convenzioni letterarie seguite dagli agiografi, peraltro talvolta identiche a quelle seguite da autori classici come Omero o Erodoto, ha reso insostenibili alcune affermazioni precedentemente consolidate. L'attenzione degli studiosi, inoltre, si è focalizzata sulla Bibbia come opera unitaria ("metodo canonico"), per cui l'inter-testualità, cioè le allusioni esplicite o implicite contenute in un libro biblico e dirette a testi di altri libri del canone biblico, devono essere considerate essenziali per la comprensione del significato inteso dal redattore finale.

## Argomento delle controversie
Quasi ogni aspetto della Bibbia è stato oggetto di controversia.

### Ispirazione
Benché tutti i cristiani considerino la Bibbia “parola di Dio”, il significato di questa definizione varia enormemente. Secondo una piccola minoranza Dio deve essere considerato l'autore esclusivo del testo biblico, che perciò non può contenere errori o imprecisioni di nessun tipo. Ogni apparente discrepanza dovrebbe quindi trovare una spiegazione armonizzante. 
Per la stragrande maggioranza dei cristiani, invece, l'ispirazione divina non annulla il contributo umano dell'agiografo. Ciò implica anzitutto che ogni testo biblico è stato redatto secondo la cultura del suo tempo, caratteristica indispensabile perché potesse essere compreso dagli uomini a cui per primi era stato indirizzato. La presenza di affermazioni scientifiche successivamente rivelatesi erronee o l'utilizzo di convenzioni letterarie, che sconcertano il lettore moderno, come la  inclusio, sono caratteristiche testuali, che ne avvalorano la genuinità. Risulta, cioè, impossibile capire pienamente un testo biblico, se si ignora il suo genere letterario, il contesto culturale della sua redazione (il suo Sitz im Leben), ecc. La questione era chiara già nell'età antica, quando Sant'Agostino, per esempio, insiste ripetutamente che occorre avere presente l'intenzione dello scrittore sacro e il suo modo di parlare ("genus locutionum").. L'ispirazione divina, poi, non ha per obiettivo di insegnare nozioni inutili per la salvezza degli uomini. Per esempio egli scrive: "Non si legge nel vangelo che il Signore abbia detto... vi mando il Paraclito che vi insegnerà come camminano il Sole e la Luna. Voleva fare dei cristiani, non dei matematici".
Per la maggior parte dei cristiani, quindi, la Bibbia viene ritenuta ispirata da Dio solo per quanto riguarda i suoi contenuti più strettamente teologici.

### Integrità e comprensibilità del testo ebraico
Il confronto fra il testo ebraico dell'Antico Testamento standardizzato dai Masoreti (Tanakh) con i numerosi frammenti scritti mille anni prima e trovati nei manoscritti di Qumran ha dimostrato che il testo biblico è stato trascritto dai copisti medievali con grande cura. Ciononostante vi sono tuttora incertezze testuali dovute a cause più o meno gravi:
- Alcune parole compaiono solo nella Bibbia e talvolta vi compaiono una e una sola volta. Il loro significato viene ricercato, talvolta in modo discorde, sia in base a quanto risulta dalla tradizione esegetica sia tramite il confronto con altre lingue semitiche antiche (accadico, aramaico, ecc.) o moderne (arabo);
- Il testo originale era puramente consonantico e diverse scelte di vocalizzazione portano a vocaboli con significato notevolmente diverso. Anche per le forme verbali non è possibile distinguere i verbi attivi, passivi, riflessivi o causativi senza conoscerne le vocali. La vocalizzazione proposta dai masoreti, per quanto autorevole[20], non sembra essere sempre credibile;
- L'assenza di punteggiatura e le caratteristiche della lingua ebraica (in cui per esempio mancano sia il verbo avere sia il verbo essere[Nota 12] e i modi di coniugazione dei verbi sono concettualmente diversi da quelli delle lingue occidentali[Nota 13]) costringono il traduttore a introdurre una propria interpretazione. L'arbitrarietà di molte affermazioni bibliche sconcertanti si evidenzia confrontando traduzioni diverse.
- Vi sono varianti testuali importanti, testimoniate soprattutto dalle antiche traduzioni in greco (la Septuaginta) e in siriaco. I manoscritti di Qumran, pur concordando perlopiù col testo ebraico, contengono anche passi ebraici corrispondenti a varianti già note dalle traduzioni antiche. Esse, perciò, non possono essere considerate cattive traduzioni del testo ebraico giunto sino a noi, ma piuttosto traduzioni probabilmente fedeli di un diverso testo ebraico ugualmente antico come quello oggi standard. Per questo motivo l'autorevolezza delle traduzioni antiche è cresciuta ed esse sono oggi utilizzate dai biblisti per ricostruire il testo ebraico, quando esso sembra essere stato corrotto dai copisti.[Nota 14]

Le incertezze testuali pur essendo numerosissime son quasi sempre irrilevanti. Alcune tuttavia hanno dato luogo ad importanti controversie. Fra queste, per esempio, il versetto di Isaia in cui secondo la Septuaginta, ma non il testo ebraico, sarebbe stato profetizzato il parto di una vergine (Isaia 7:14). Le tre tradizioni (ebraica, greca e siriaca), inoltre, contengono cronologie dell'epoca dei patriarchi sostanzialmente diverse e indizio di obiettivi letterari differenti e difficilmente ricostruibili dagli esegeti. L'utilizzo del testo biblico per calcolare una presunta data di creazione del mondo ha condotto a una grande varietà di risultati.

### Definizione del canone
Il perimetro della Bibbia, cioè la definizione dei libri che devono essere inclusi nella “parola di Dio”, non è univocamente definito sia perché la definizione del canone della Bibbia è stata tardiva sia per la mancanza di un criterio di semplice applicazione. Fra i criteri utilizzati occorre considerare l'utilizzo tradizionale di un testo nella liturgia, l'omogeneità dottrinale con gli altri testi del canone e per i cristiani la citazione di un testo dell'Antico Testamento da parte di testi del Nuovo o l'autorevolezza ad esso assegnata dai padri della chiesa.
Queste difficoltà hanno determinato controversie. Per esempio tramite il Talmud è giunta notizia di discussioni fra gli ebrei sull'opportunità di includere il Cantico dei Cantici, un testo poetico apparentemente profano e in cui non compare il nome “Dio”, mentre Eusebio e altri padri della chiesa citano resistenze fra i cristiani all'inclusione nel Nuovo Testamento dell'Apocalisse, testo ritenuto ebraicizzante e oscuro. Di fatto, comunque i 39 testi del canone ebraico sono accettati da tutti i cristiani ed i 27 testi del Nuovo Testamento sono condivisi da tutte le confessioni cristiane. La principale differenza fra i canoni delle diverse confessioni cristiane è l'accettazione di 7 libri dell'Antico Testamento, detti deuterocanonici, da parte della Chiesa Cattolica e di quella Ortodossa e il loro rifiuto da parte degli Ebrei e delle confessioni Protestanti.

### Genere letterario
Molte controversie sulla storicità o meno delle narrazioni bibliche nascono da contrastanti valutazioni del genere letterario da assegnare ad ogni testo. Un esempio interessante è il libro di Giona, il più antico documento in cui venga insegnato l'amore per i nemici e l'esistenza di un Dio non solo paterno, ma perfino animalista (Gn 4,11). Le vicende del libro sono state spesso ritenute storiche dai credenti (per i quali non sono d'ostacolo interventi divini miracolosi)  e Giona stesso è stato annoverato fra i 12 profeti minori. Oggi, però, il libro è ritenuto dagli stessi credenti un racconto didattico e proprio la sua non-storicità permette di apprezzarne la grande qualità letteraria fra cui la fine ironia e il gusto del paradosso.
Ugualmente problematico il libro di Daniele, in cui gli ebrei leggono la profezia della distruzione di Gerusalemme nel 70 d.C. e i cristiani la crocifissione di Gesù. Daniele è annoverato dai cristiani fra i 4 profeti maggiori, ma in realtà secondo la maggior parte dei biblisti (credenti e non) sembra più probabile che egli sia solo un personaggio letterario e l'eventuale virtù profetica sarebbe quindi da attribuire all'ignoto estensore del libro, che l'avrebbe redatto verso il 160 a.C. La pseudoepigrafia, l'attribuzione cioè di uno scritto ad un autore diverso da quello vero, non è necessariamente un tentativo di inganno, ma un artificio letterario molto diffuso nel tardo giudaismo (e non solo), la cui presenza poteva forse essere ovvia per i primi lettori del libro, ma che lo fu sempre di meno col passare del tempo.
Analogamente pochi studiosi attribuirebbero un carattere storico ad altri libri come il Libro di Ester, di Tobia o di Ruth.
Fra le convenzioni letterarie che la Bibbia ha in comune con molte altre opere antiche, sia in Mesopotamia sia in Grecia, occorre tenere presente anche l'utilizzo di numeri come allusioni simboliche, indicazioni qualitative, prive in realtà di un significato enumerativo. Il 4, il 7, il 12, ma anche il 28, il 40, il 49 o il 50, il 70, il 120, il 127, il 1200, il 1657, ecc. sono fra i numeri biblici da considerare con attenzione. Tale simbolismo numerico nella Bibbia non deve essere confuso né con la ghematria, nè con la numerologia.

### Storicità della "storia biblica primaria"
Il valore storico di molte affermazioni bibliche è discusso. Gli scavi archeologici hanno fornito preziose notizie che sono state utilizzate sia a favore della storicità dei testi biblici (si pensi al famoso best seller “La Bibbia aveva ragione” di Werner Keller) sia per negarla sostanzialmente. Molti archeologi, fra cui in particolare Israel Finkelstein, ritengono che tutte le notizie bibliche anteriori al VII secolo siano poco affidabili e in particolare che il regno unito di Salomone sopra Giuda e Israele non sia mai esistito.
Il cosiddetto "minimalismo biblico", tuttavia, ha trovato resistenza in nuove scoperte. Per esempio, il personaggio di Davide, ritenuto mitico da molti archeologi, sembra essere confermato come storico capostipite dei re di Giuda grazie alla scoperta della stele di Tel Dan e, con minore evidenza, della stele di Mesha. Un punto controverso sono le imponenti fortificazioni di Megiddo, Hazor e Gezer, che sarebbero state costruite da Salomone (1 Re 9, 15-19), ma che Finkelstein datò al regno di Acab, nel secolo successivo. Oggi tuttavia altri importanti studiosi, come Amihai Mazar (e precedentemente Yigael Yadin), le attribuiscono proprio al tempo di Davide e Salomone. Anche se la Bibbia contiene molto probabilmente elementi leggendari, ci sono tracce di uno stato forte proprio nel giusto secolo e la sua prosperità sarebbe collegata anche allo sfruttamento di miniere di rame.
Gli scavi di Khirbet Qeiyafa (2007-2013) sono stati particolarmente utili per dimostrare l'esistenza di uno stato giudaico centralizzato attorno all'anno 1000 a.C., cioè proprio il tempo di Davide secondo la cronologia biblica.
Le vicende dei patriarchi, che coinvolgevano pochissimi esseri umani, anche se si fossero verificate, non potrebbero aver lasciato tracce reperibili dall'archeologia. Le controversie relative al libro della Genesi, perciò, hanno riguardato principalmente la storicità del diluvio universale, il significato da attribuire alle genealogie dei patriarchi e il racconto della Creazione e delle vicende della prima coppia umana.
Anche il racconto degli eventi successivi non contiene elementi precisi e verificabili in qualche maniera dagli storici (per esempio il nome del faraone): essi, perciò, non ritengono perlopiù che la Bibbia possa essere utilizzata come fonte storica almeno per il periodo antecedente la monarchia. La discussione, quindi, si deve limitare a valutare la plausibilità storica del racconto, tuttora difesa da alcuni storici. La verosimiglianza, tuttavia, può appartenere sia ai fatti storici sia a narrazioni romanzesche ma storicamente bene informate.
Secondo la Bibbia gli Israeliti si moltiplicarono sino a diventare un popolo solo durante il loro soggiorno in Egitto, che sarebbe terminato secondo una diffusa e recente cronologia biblica nel XV secolo prima di Cristo , ma che la maggior parte degli studiosi collocherebbe nel secolo XIII. Molte controversie hanno riguardato il racconto dell'Esodo; anch'esso ritenuto generalmente mitico soprattutto perché compiuto da una popolazione numerosissima, che sembra comprendere 600.000 uomini sopra i venti anni. La sopravvivenza, infatti, di circa due milioni di israeliti nel deserto per circa 40 anni è inverosimile, a meno che i grandi numeri risultino da un errore di vocalizzazione oppure si accetti che i numeri abbiano solo valore simbolico. Secondo l'analisi di C.J. Humphreys, pubblicata da una delle maggiori riviste accademiche, si può dedurre che il testo biblico inizialmente riportava l'esodo di 5500 maschi sopra i 20 anni, anziché 600000  come riportano le traduzioni bibliche.Gli scavi archeologici in Egitto da parte di Manfred Bietak, tuttavia, rendono verosimili molti dettagli del libro dell'Esodo relativi al soggiorno in Egitto degli israeliti e al loro impiego nei cantieri di Pitom e Pi-Ramses. Il racconto, poi, delle piaghe d'Egitto è stato collegato con i disastri ambientali legati sia all'eruzione di Santorini sia all'interrimento di uno dei rami del Nilo, mentre la descrizione della vittoria sul Faraone e del Tabernacolo costruito da Mosé sembra dipendere dai testi egiziani che descrivono la vittoria di Ramsete II sugli Ittiti.
Dall'Esodo in poi è opportuno cercare conferme archeologiche del resoconto biblico, cercando un eventuale fondamento storico alla narrazione biblica della conquista di Canaan da parte degli ebrei, nonostante le grandi difficoltà nello studio di insediamenti archeologici antichi, fra cui quella di capire se la popolazione ivi residente fosse israelita o cananea. Secondo molti archeologi la distruzione di alcune città cananee, come Gerico, Ai e Hazor, da parte di Giosué non è compatibile con il risultato delle indagini. Questa conclusione, tuttavia, è contestata da Provan, Long e Longman.
Lo studio approfondito degli insediamenti collinari nella zona centrale di Israele ha permesso di dimostrare che nella prima età del ferro (1200-1000 a.C.) questa zona venne ripopolata da un popolo di pastori. Esso era etnicamente diverso dai cananei delle pianure costiere (per esempio non si cibava di maiale e utilizzava ceramica non decorata).
L'identificazione di questo popolo di pastori con gli israeliti è facilitata dalla stele di Merneptah, scolpita nel 1212 a.C. in cui il faraone si vanta di aver sconfitto il popolo di Israele, confermando così la sua esistenza già in tale data.
Benché la narrazione dell'Esodo e della Conquista appartenga principalmente alla letteratura e alla teologia, essa sembra avere memoria di eventi reali, la cui consistenza è ancora oggetto di controversia.

### Riferimenti
1. ↑  Michael Segal,"Between Bible and Rewritten Bible", Biblical Interpretation at Qumran, Matthias Henze (ed.), Eerdmans 2005, pp. 10-28; p.12.
2. ↑  Michael Segal, cit, p.11.
3. ↑  Biblical typology
4. ↑  "Peshat", voce della Jewish Encyclopedia.
5. ↑   Yves Chiron, Histoire des Conciles, Perrin, 2011,  pp. 192-193.
6. ↑  Giorgio Jossa, Il cristianesimo antico, dalle origini al concilio di Nicea, Carocci 2006, p.193.
7. ↑  Si veda la voce sulla Jewish Encyclopedia o semplicemente:
8. ↑  Jeﬀrey L. Morrow, Three Skeptics and the Bible.  La Peyrère, Hobbes, Spinoza, and the Reception of Modern Biblical Criticism, Pickwick Publications An Imprint of Wipf and Stock Publishers, 2016.
9. ↑  Il visconte inglese Henry Saint-John Bolingbroke, uomo politico, filosofo e storico, dichiarò che la storia sacra della Bibbia era una raccolta di leggende e favole spurie (I suoi scritti furono ri-pubblicati postumi nel 1754 ed ebbero grande successo e ristampe. Si veda il Vol. III, pp. 366 e seg. dell'edizione del 1809). I filosofi francesi Charles-François Dupuis (1742–1809) e Constantin François Volney (1757–1820) furono i primi a negare apertamente l'esistenza di Gesù e a sostenere che il Cristianesimo e le altre religioni erano solo varianti del culto solare. Le loro tesi, tuttavia, non furono accolte dai loro contemporanei, anche se liberi pensatori avversi al cristianesimo (Nel 1785 Voltaire affermò che la tesi che Gesù non fosse mai esistito era "più inventiva che dotta"), e apertamente contestate da altri. Le confutò, per esempio, Joseph Priestley. Il bibliotecario Jean-Baptiste Pérès di Agen pubblicò nel 1827 un saggio, Comme quoi Napoléon n'a jamais existé, ou Grand erratum, source d'un grand nombre infini d'errata à noter dans l'histoire du XIXe siècle, in cui applicava il metodo dialettico di Dupuis a Napoleone e così "provava" satiricamente che anche Napoleone non era mai esistito.
10. ↑  (EN) Thomas Paine, Writings of Thomas Paine, Volume 4 (1794–1796): the Age of Reason by Paine, Progetto Gutenberg. URL consultato il 16 marzo 2010.
11. ↑  “The christian religion is a parody on the worship of the Sun, in which they put a man whom they call Christ, in the place of the Sun, and pay him the same adoration which was originally paid to the Sun. (An Essay on the Origin of Free-Masonry)”
12. ↑  (EN) Samuel Taylor Coleridge, Confessions of an Inquiring Spirit, 1840.
13. ↑  (EN) John Tulloch, Movements of Religious Thought in Britain during the Nineteenth Century, vol. 8, Leicester, Leicester University Press, 1971  [1885].
14. ↑  (FR) Frédéric Slaby, Présentation d’une controverse : les Écritures face à la critique biblique au xixe siècle en Grande-Bretagne, in Revue LISA / LISA e-journal, V, n°4, 1º dicembre 2007,  pp. 11-42, DOI:10.4000/lisa.1242. URL consultato il 2 agosto 2018.
15. ↑  Di chi era figlia sua moglie? Da dove provenivano gli abitanti delle città da lui fondate? Chi erano le persone da cui temeva di essere ucciso? Cfr. Gn 4,14-17. Anche molti altri dettagli letterari suggeriscono un totale disinteresse degli autori biblici per rendere verosimile l'inesistenza di altri esseri umani non discendenti da Adamo.
16. ↑  Libro dei Giubilei, 4,9; Giuseppe Flavio, Antichità giudaiche, 1,2,2.
17. ↑  Edward P. Mahoney, ed., Philosophy and Humanism: Renaissance Essays in Honor of Paul Oskar Kristeller (New York: Columbia University Press, 1976), pp. 50-69.
18. ↑  Cfr. il trattato: Prae-Adamitae, 1655.
19. ↑  Contra Felicem Manichaeum libri duo, 1,10.
20. ↑  Jan Joosten, La vocalisation massorétique tibérienne et l’interprétation de la Bible, preprint in academia.edu.
21. ↑  La Bibbia di Gerusalemme, EDB 2004, p. 1549
22. ↑  Meir Bar-Ilan, When Being Numerate Used to Mean Something Else. The Case of Number Symbolism in the Hebrew Bible, in N. Dershowitz and E. Nissan (Eds.): Choueka Festschrift, Part II, LNCS 8002, Springer-Verlag, Berlin Heidelberg 2014,  pp. 406–423.
23. ↑  Garzanti 1956.
24. ↑  Amihai Mazar, “Archaeology and the Bible: Reflections on Historical Memory in the Deuteronomistic History,” in C.M. Maier, (ed.), Congress Volume Munich 2013, Vetus Testamentum Supplements (Leiden: Brill, 2014), pp. 347–369 e in particolare pp. 355-358.
25. ↑  Hershel Shanks, First Person: Did the Kingdoms of Saul, David and Solomon Actually Exist?, Biblical Archaeology Review, September/October 2017.
26. ↑  Yosef Garfinkel, "Khirbet Qeiyafa in the Shephelah: Data and Interpretations". In S. Schroer and S. Münger (eds.) "Khirbet Qeiyafa in the Shephelah". Orbis Biblicus et Orientalis 282, 2017, pp. 5–59. Fribourg: Academic Press .
27. ↑  Per esempio: Iain William Provan, V. Philips Long, Tremper Longman III, A Biblical History of Israel, Westminster John Knox Press, Louisville 2003.
28. ↑  Megan Bishop Moore, Brad E. Kelle, Biblical History and Israel's Past: The Changing Study of the Bible and History, Eerdmans Grand Rapids, 2011, pp.94-95.
29. ↑  Andrew E. Steinmann, From Abraham to Paul: A Biblical Chronology, St. Louis: Concordia Publishing House, 2011
30. ↑  James K. Hoffmeier,  What is the Biblical Date for the Exodus? A Response to Bryant Wood, JETS 50/2 (June 2007) 225–47.
31. ↑  Ralph K. Hawkins, The Date of the Exodus-Conquest is still an Open Question: a Response to Rodger Young and Bryant Wood, JETS
 51/2 (June 2008) 245–66.
32. ↑  Israel’s Exodus in Transdisciplinary Perspective. Text, Archaeology, Culture, and Geoscience, Thomas E. Levy, Thomas Schneider and William H.C. Propp editors, Managing Editor: Brad C. Sparks, Springer International Publishing Switzerland 2015
33. ↑  La stima nasce dall'assegnare almeno una moglie e un figlio ad ogni uomo pronto alla guerra. Si osservi, inoltre, che nel settimo capitolo del Libro del Deuteronomio si afferma che Israele è "il più piccolo di tutti i popoli" e che i sette popoli che abitavano la Palestina erano "nazioni più grandi e più potenti". L'interpretazione letterale della cifra di 600.000, quindi, comporterebbe valutazioni eccessive anche di tutta la popolazione della Palestina.
34. ↑  Il testo biblico puramente consonantico è stato vocalizzato nel medioevo dai masoreti come "eleph"= migliaia, ma avrebbe potuto essere vocalizzato anche come "alluph"= capi-clan. L'unico numero certo è 600, ma quanto siano numerosi i gruppi contati è discutibile. Si veda per esempio: David Rohl, Exodus: Myth or History?, Thinking Man Media, January 1, 2015.
35. ↑  Nella Bibbia il numero 6, che caratterizza il giorno in cui è stato creato l'uomo, segnala altri momenti cruciali della storia umana. Per esempio al momento del diluvio, quando nasce l'umanità post-diluviana, Noè ha 600 anni e l'Esodo, che costituisce la nascita del popolo ebraico, è compiuto da 600 gruppi (gruppi familiari o migliaia?) di maschi sopra i 20 anni. In entrambi i casi c'è un passaggio attraverso delle acque, come a ricordare un parto.
36. ↑  C.J. Humphreys, “The Number of People in the Exodus from Egypt: Decoding Mathematically the Very Large Numbers in Numbers I and XXVI,” Vetus Testamentum 48 (1998), 196–213
37. ↑  Exodus: The Egyptian Evidence, Eisenbrauns, Indiana (1997), opera di diversi autori, una cui sintesi informatizzata è distribuita gratuitamente dalla Biblical Archaeology Review. Per approfondimenti e varianti e per il periodo nel deserto: James K. Hoffmeier, Ancient Israel in Sinai: the Evidence for the Authenticity of the Wilderness Tradition, Oxford University Press, 2005.
38. ↑  Biblical Archaeological Society, Ancient Israel in Egypt and Exodus Archiviato il 16 novembre 2018 in Internet Archive.
39. ↑  Evidence for the Exodus; Joshua Berman, Ani Maamin: Biblical Criticism, Historical Truth and the Thirteen Principles of Faith, (Maggid, 2020).
40. ↑  A Biblical History of Israel, cit., pp. 173-187.
41. ↑  Finkelstein, Israel. “Searching for Israelite Origins,” Biblical Archaeology Review 14.5 (1988): 34, 36–45.
42. ↑  Rainey, Anson F. “Inside, Outside: Where Did the Early Israelites Come From?” Biblical Archaeology Review 34.6 (2008): 45–47, 49–50.
43. ↑  Zertal, Adam. “Israel Enters Canaan—Following the Pottery Trail,” Biblical Archaeology Review 17.5 (1991): 28, 30–38, 43–47.
44. ↑  Faust, Avraham. “How Did Israel Become a People?” Biblical Archaeology Review 35.6 (2009): 63–69, 92, 94